# Prince Epenge
 (septembre 2022).
Prince Epenge Wemakoko est un homme politique de la République démocratique du Congo. Né le 14 avril 1979 à lodja dans l'actuelle province du sankuru, secteur de Lukfungu d’ethnie Tetela. Il détient une licence en sciences sociales et politique à L’université de Kinshasa, est marié et père de trois enfants. 
Il est communicateur de la plateforme politique Lamuka et président du parti politique l'Action pour la démocratie et le développement du Congo (ADD Congo),.
Prince Epenge, Serge Welo et le député national Ados Ndombasi ont conduit une manifestation de Lamuka le 23 juin 2021 devant le Palais du peuple contre la loi portant organisation et fonctionnement de la Commission électorale nationale indépendante (CENI) adoptée par les deux chambres du Parlement, et qui selon eux, consacre la politisation de la centrale électorale qui conduit aux arrestations de le plus 16 militants.